# بوف‌تاج (سرده)
بوف‌تاج (Gnaphalium) نام نوعی گیاه است.
جنس بوف‌تاج ۱۲۰ گونه دارد و متعلق به تیرهٔ گل‌ستاره‌ای‌ها و تبار بوف‌تاجان است.
گیاه بوف‌تاج در ایران (تالش)، قفقاز، کوه‌های اروپا و شمال آمریکا می‌روید.
این جنس در ایران ۳ گونه دارد:
- بوف‌تاج واقعی (Gnaphalium sylvaticum)
- بوف‌تاج پاکوتاه (Gnaphalium supinum)
- بوف‌تاج پایدار (Gnaphalium luteoalbum)

بوف‌تاج غذای مهمی برای نوعی پروانه به نام بانوی آراسته است.